# Pehr Henrik Ling
Pehr Henrik Ling (Ljunga, 15 novembre 1776 – Stoccolma, 3 maggio 1839) è stato un fisioterapista e insegnante di ginnastica svedese.

## Biografia
Nato a Ljunga nel sud della Svezia nel 1776, era figlio di un ministro. Dopo essersi diplomato al ginnasio di Växjö nel 1792, studiò teologia presso l'Università di Lund fino al 1793, anno in cui si trasferì all'Università di Uppsala e si laureò nel 1797. Successivamente partì per l'estero e viaggiò per sette anni: durante questo primo viaggio conobbe un certo "Ming", un cinese che lo incuriosì sulle pratiche delle arti marziali e il Tuina, una terapia manuale per la cura del corpo praticata in Cina. Muore improvvisamente per un infarto nel 1839.

## Insegnamento
Tornato in Svezia, Ling approfondì un possibile approccio di quanto imparato nella medicina tradizionale occidentale, elaborando un sistema di ginnastica diviso in quattro parti (pedagogica, medica, militare e estetica) che integrasse gli insegnamenti del Tui Na. Questo sistema fu, dopo incessanti pressioni da parte di Ling, riconosciuto dal governo svedese che fondò il Gymnastik- och idrottshögskolan, istituto reale di ginnastica, di cui Ling fu nominato direttore. Nonostante l'ostilità dei medici ortodossi, le innovazioni di Ling ebbero vasta popolarità, tanto che egli stesso fu prima eletto membro dell'Accademia Svedese e poi ottenne la cattedra di professore ordinario a Uppsala.